# Васильев, Станислав Александрович (футбольный судья)
Станисла́в Алекса́ндрович Васи́льев (род. 20 июня 1986) — российский футбольный судья, который был пожизненно отстранён от судейства в РПЛ.

## Биография
Начинал судейскую карьеру в роли ассистента. С 2004 года обслуживал матчи любительских команд, а с 2006 года работал на матчах первенства ПФЛ. Дебютировал на профессиональном уровне в качестве главного судьи 30 мая 2008 года в матче 8-го тура зоны ПФЛ «Урал-Поволжье» между челябинским «Зенитом» и «Рубином-2» (1:0), в котором показал 6 жёлтых и 1 красную карточку.
24 сентября 2014 года впервые отсудил матч 1/16 финала Кубка России между представителем Премьер-лиги «Ростовом» и клубом «Сызрань-2003», в котором «Сызрань» одержала победу со счётом 3:0. Начиная с сезона 2017/18 Васильев был резервным судьёй на матчах российской Премьер-лиги. Дебютировал в РПЛ в качестве главного судьи в матче 1-го тура сезона 2018/19 «Арсенал» (Тула) — «Динамо» (Москва) (0:0), в котором удалил игрока «Динамо» Абдул Азиза Тетте уже на 7-й минуте встречи, а также показал 4 предупреждения. 21 июня 2020 года в матче «Локомотива» и «Оренбурга» (1:0) показал 13 жёлтых и 3 красных карточки.